# Фридегорд, Ян
Ян Фридегорд при рождении — Юхан Фридольф Юхансон (швед. Jan Fridegår;  14 июня 1897, Энчёпинг, Уппланд, Швеция — 10 сентября 1968, Уппсала, Швеция) — шведский писатель
.

## Биография
Автор произведений с яркими и острыми сюжетами, написанными в реалистической манере. Писал о простых рабочих, о крестьянах-арендаторах, не имеющих своей земли, так называемых статарах. В 1930-е годы выпустил цикл из трех социальных романов с общим героем по имени Ларш Хорд: «Я — Ларш Хорд» (1938), «Спасибо за вознесение» (1936), «Милосердие» (1938). Его перу принадлежат также антивоенные произведения, такие, как романы «Шведский солдат» (1959), «На восток, солдат!» (1961) и др.; автор мемуаров «На бычьих рогах» (1964), «Лентяй» (1965).
Его творчество, содержащее социалистические идеи, близко литературе так называемой «статарской школы», отразившей нужду и бесправие батраков, к которой также принадлежали Муа Мартинсон (1890—1964) и Ивар Лу-Юхансон (1901—1990).

## Избранная библиография
- 1931 — Den svarta lutan
- 1933 — En natt i juli
- 1935 — Jag Lars Hård
- 1936 — Barmhärtighet
- 1936 — Tack för himlastegen
- 1937 — Offer
- 1938 — Äran och hjältarna
- 1939 — Statister
- 1940 — Trägudars land
- 1941 — Torntuppen
- 1942 — Här är min hand
- 1944 — Gryningsfolket
- 1944 — Kvarnbudet
- 1947 — Fäderna: stenåldern
- 1948 — Johan From, Lars Hård och andra
- 1949 — Offerrök
- 1950 — Kvinnoträdet
- 1951 — Lars Hård går vidare
- 1952 — Johan Vallareman och andra sagor
- 1952 — Porten kallas trång
- 1953 — Vägen heter smal
- 1954 — Sommarorgel
- 1955 — Larsmässa
- 1955 — Lyktgubbarna
- 1956 — Flyttfåglarna
- 1956 — From och Hård
- 1957 — Arvtagarna
- 1958 — En bland eder
- 1959 — Muren
- 1959 — Svensk soldat
- 1960 — Soldathustrun
- 1961 — Mot öster — soldat!
- 1962 — Soldatens kärlek
- 1963 — Hemkomsten
- 1963 — Den gåtfulla vägen
- 1964 — På oxens horn

## Награды
- 1968 — Премия Доблоуга
- 1947 — Главная премия Девяти

Похоронен на Старом кладбище Уппсалы.